# Pepin (Wisconsin)
Pepin é uma vila localizada no estado norte-americano de Wisconsin, no Condado de Pepin.

## Demografia
Segundo o censo norte-americano de 2000, a sua população era de 878 habitantes.
Em 2006, foi estimada uma população de 922, um aumento de 44 (5.0%).

## Geografia
De acordo com o United States Census Bureau tem uma área de
1,8 km², dos quais 1,8 km² cobertos por terra e 0,0 km² cobertos por água. Pepin localiza-se a aproximadamente 219 m acima do nível do mar.

## Localidades na vizinhança
O diagrama seguinte representa as localidades num raio de 20 km ao redor de Pepin.